# Jean-Paul Chambas
Jean-Paul Chambas (Vic-Fezensac, Gers, Francia, 11 de marzo de 1947) es un artista francés contemporáneo. Principalmente ha destacado como pintor y escenógrafo, dentro del movimiento de la figuración narrativa, aunque también posee diversos escritos de su autoría. Su obra pictórica ha sido expuesta en distintos museos y espacios de Europa y América.

## Biografía
Chambas estudió Arqueología e Historia del Arte en Toulouse. En 1967, en esta ciudad, tuvo su primera exposición en la Plaza de Saint-Georges. En 1969 comenzó a exponer sus obras en París y en Milán.
Entre 1968 y 1971, Chambas colaboró y expuso en el Salón de la Jeune Peinture, en la Galería Georges Pompidou y el Museo de Arte Moderno de París. También dentro de su actividad artística, ha elaborado escenografías y decoraciones en la Ópera de París en 1976, el Teatro Nacional de Estrasburgo, la Ópera de la Bastilla, el Teatro Romano de Oranges (Chorégies d'Orange), así como colaboraciones en Bruselas, Nueva York, Roma, entre otros.

## Obra
El trabajo de Jean-Paul Chambas se ha caracterizado por la realización de cuadros monumentales, en el que la temática se plasma de forma simbólica. Además, dentro de su obra, se pueden encontrar algunos elementos característicos, como la presencia de zapatos rojos de mujer, caballos y aviones biplanos. Además, al ser uno de los representantes de la figuración narrativa, movimiento muy cercano al pop-art y a la nueva figuración, retoma elementos de la fotografía y de la historieta como una forma de abordar los temas de la vida cotidiana y de la sociedad. Esto último también repercute en su paleta de colores, que tiende a los tonos brillantes y sólidos, como marco de las figuras.

### Principales obras
- 1977 : "Mythologies quotidiennes II", Museo de Arte Moderno de París.
- 1980 : "Les Contes d' Hoffmann", Opera de Florencia.
- 1982: "Mon Opéra", Casa de la Cultura de Grenoble.
- 1990: Escenografía para el Teatro del Ateneo-Louis Jouvet.
- 1991: Fresco en la Estación Chaussée d'Antin La Fayette, metro de París.[4]
- 1992: Fresco en la Estación de Mermoz, metro de Toulouse.
- 1993: "Carmen, de Bizet", Ópera de la Bastilla.
- 1997: "Mon Opéra", Teatro del Capitolio de Toulouse.
- 2007: "De l'étude à la toile", Galería del Centro, París.[5]
- : "Visión de un artista francés sobre México", Estación Bellas Artes, metro Ciudad de México.[6]